# Mariakerke (Oostende)
Mariakerke és un veïnat de la ciutat d'Oostenda a la província Flandes Occidental de Bèlgica. Fins que el 1899 va ser annexionat per Oostende era un municipi independent. El 2014 tenia 11305 habitants. Es troba a l'est de la ciutat d'Oostende, a la vora del mar del Nord. És principalment un poble residencial i d'estiveig.
L'esment escrit més antic Sanctae Mariae Capella data del 1171 i era una caseria a l'antiga illa de Testerep. Després de les marejades del novembre 1334 va englotir l'assentament original i es va construir un poble nou, darrer del dic Gravejansdijk, nucli del futur poble, una senyoria dels senyors de Wijnendale. Durant la regència de Maximilià I del Sacre Imperi Romanogermànic a la segona meitat del segle xv es van fer estralls durant la revolta religiosa. Durant el setge d'Oostende (1601-1604) l'arquiduc Albert VII d'Àustria hi va instal·lar el seu quarter general i va fer construir el Fort Albert a prop de la resclosa de l'Albertusgeleed, un priel a mig de les dunes. Durant el segon setge d'Oostende del 1706 l'església de Mariakerke va ser transformada en hospital militar.
A l'inici del segle xix només era una petita pedania de masovers pobres. Des de la fi del segle xix l'oest, la ciutat d'Oostende, en plena expansió va annexionar parts importants. La major part de la franja de dunes va ser aplanada i urbanitzada, i el dic de mar va ser prolungat cap a Middelkerke. El rei Leopold II de Bèlgica (1835 - 1909), hi va erigir la cotxera reial i s'hi va construir l'hipòdrom de Wellington. El rei va encarregar l'arquitecte Victor Besme de dissenyar un pla d'urbanització de Mariakerke el 1899 i sota la pressió reial al mateix any es va votar la llei que va suprimir el municipi, la zona entre la carretera i el mar va passar a la ciutat d'Oostende, i l'altra part va ser afegida a Stene. Una segona fase d'urbanització va seguir durant l'entreguerra (1924-1926), i la majoria dels xalets al dic de mar van ser reemplaçats per immobles de pisos. S'hi van construir uns típics «grans hotels», com el Grand Hôtel des Bains, l'hotel Quitman i l'hotel del Kursaal, avui tots desapareguts. Només quedaria un petita franja de dunes a l'est de l'església. El 1877 s'hi va construir el tramvia elèctric Oostende-Nieuwpoort-Veurne i la carretera Oostende-Nieuwpoort, el que va desenclavar el poble aleshores mal connectat.
En ser integrada per l'invasor alemany des del 1942 en el Mur Atlàntic, durant la Segona Guerra Mundial quasi tots els edificis van ser enderrocats. La reconstrucció es farà en pur funcionalisme sense gaire inspiració ni estètica. Terra endins es van crear noves urbanitzacións als pòlders amb xalets i vil·les.

## Llocs d'interès
- L'església de la Mare de Déu i la casa de pescador, únics romanents del poble històric
- La platja

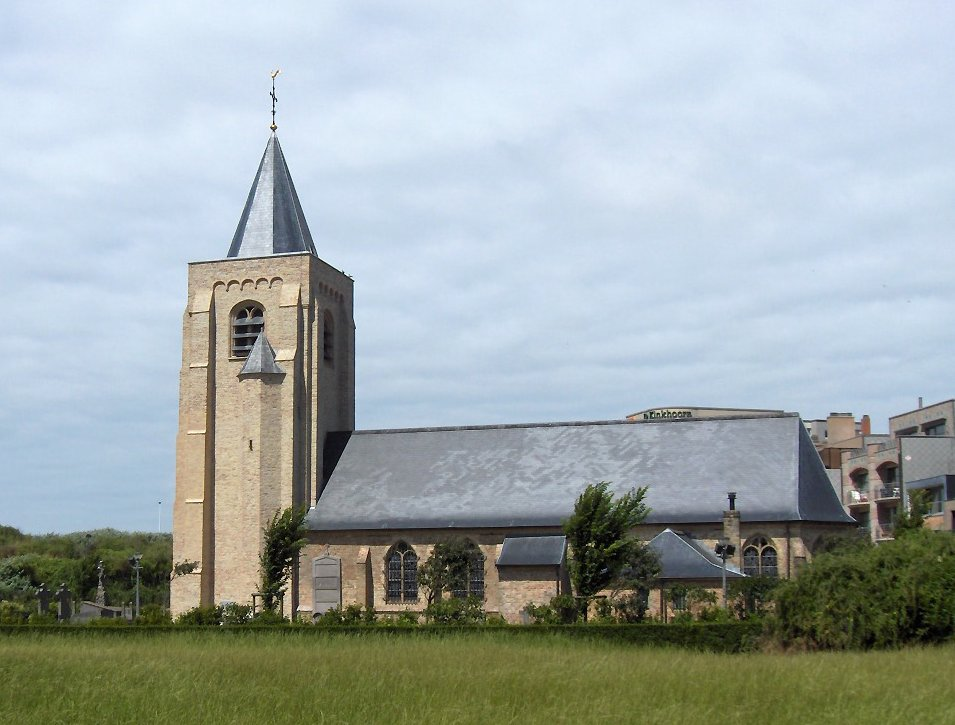
L'església de la Mare de Déu
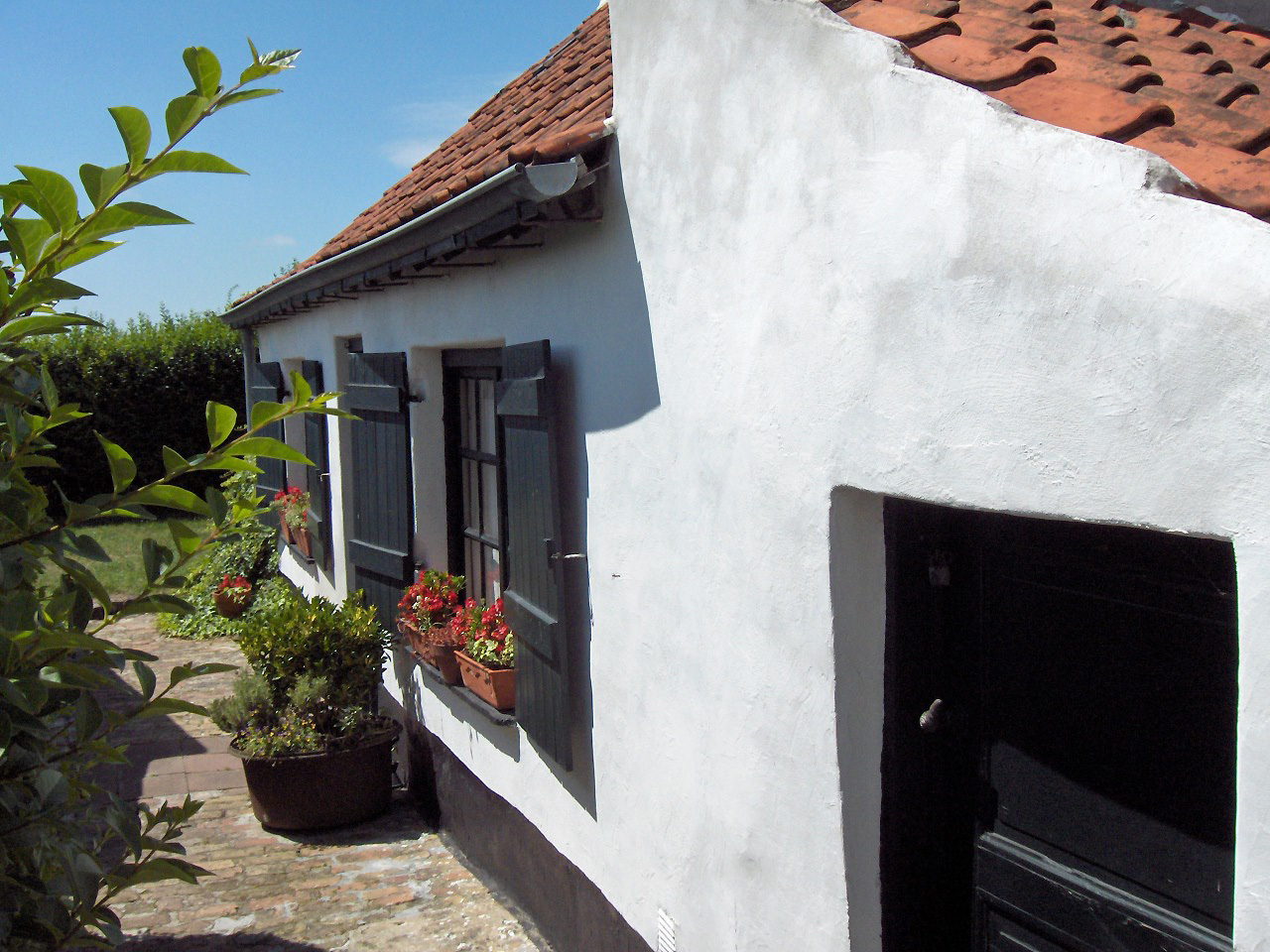
La darrera casa de pescador romanent
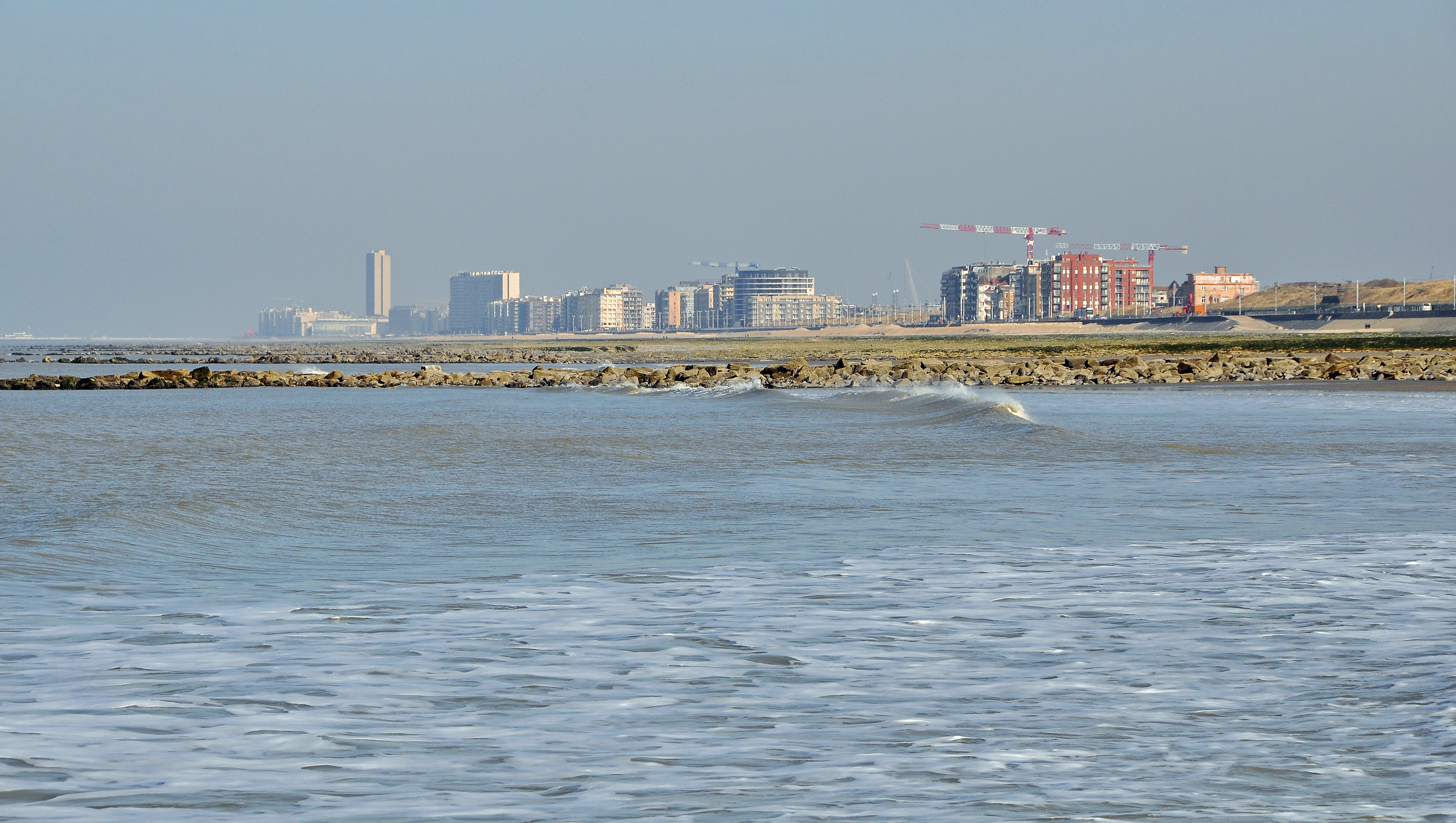
Mariakerke vist des del mar (a la dreta, on hi ha les grues)